# Luis Kovacic
Luis Kovacic González (Rio Grande, Argentina, 10 de febrero de 2000) es un futbolista argentino nacionalizado chileno que juega de arquero en calidad de préstamo en Rancagua Sur de la Tercera División B de Chile.

## Trayectoria
Surgido de las divisiones inferiores de Belgrano de Córdoba, llegó a Chile en el año 2019, por intermedio del scouting que realizaba el club rancagüino y se integró al plantel juvenil que en ese momento dirigía Luis Medina. Desde ese momento fue titular en la juvenil celeste. 
Ya en 2020, lo llamó el entrenador argentino Patricio Graff para sumarse a la pretemporada, disputando varios encuentros como titular ya que Luis Ureta estaba con la Selección Chilena Sub-20 en el Preolímpico de Colombia. En la primera fecha del Campeonato Plan Vital 2020 fue al banco de forma oficial por primera vez en un primer equipo. En 2021 también fue convocado a un encuentro con Cobresal por el técnico Miguel Ramírez como suplente del portero Alejandro Sánchez. Kovacic, sin embargo, aún no debuta en el fútbol profesional.

## Estadísticas

### Clubes
| Club                      | Div.             | Temporada        | Liga  | Liga  | Copas nacionales | Copas nacionales | Torneos internacionales | Torneos internacionales | Total | Total |
| Club                      | Div.             | Temporada        | Part. | Goles | Part.            | Goles            | Part.                   | Goles                   | Part. | Goles |
| ------------------------- | ---------------- | ---------------- | ----- | ----- | ---------------- | ---------------- | ----------------------- | ----------------------- | ----- | ----- |
| General Velásquez · Chile | 1.ª              | 2023             | —     | —     | 1                | 0                | —                       | —                       | 1     | 0     |
| General Velásquez · Chile | Total club       | Total club       | 0     | 0     | 1                | 0                | 0                       | 0                       | 1     | 0     |
| Total en carrera          | Total en carrera | Total en carrera | 0     | 0     | 1                | 0                | 0                       | 0                       | 1     | 0     |
| 1. 2.                     |                  |                  |       |       |                  |                  |                         |                         |       |       |